# Cristiano Jakob Krapf
Cristiano Jakob Krapf (ur. 12 września 1936 w Bernhardzell) – szwajcarski duchowny rzymskokatolicki posługujący w Brazylii, w latach 1979-2012 biskup Jequié.

## Życiorys
Święcenia kapłańskie przyjął 15 marca 1964. 7 listopada 1978 został prekonizowany biskupem Jequié. Sakrę biskupią otrzymał 7 stycznia 1979. 4 lipca 2012 przeszedł na emeryturę.